# Heath Ledger
Heath Andrew Ledger (Perth, 4 aprile 1979 – New York, 22 gennaio 2008) è stato un attore australiano.

Firma di Heath Ledger

Conosciuto principalmente per le sue interpretazioni in film come Il cavaliere oscuro, 10 cose che odio di te e I segreti di Brokeback Mountain, Ledger era noto per la maniacale preparazione e documentazione sui personaggi che si accingeva a interpretare. È stato candidato due volte al premio Oscar, vincendone uno postumo per la sua interpretazione del Joker ne Il cavaliere oscuro, oltre a un Golden Globe per il miglior attore non protagonista, un BAFTA al miglior attore non protagonista e un SAG Award al miglior attore non protagonista, tutti nello stesso anno.

## Biografia

### Infanzia
Di origini inglesi, irlandesi e scozzesi, Heath Ledger nacque il 4 aprile 1979 a Perth, capitale dell'Australia Occidentale, da Kim Ledger, pilota di auto da corsa e ingegnere minerario, e da Sally Ramshaw, insegnante di francese. Il nome di battesimo era dovuto al famoso personaggio protagonista - Heathcliff - del romanzo di Emily Brontë Cime tempestose, molto amato dalla madre.
La famiglia Ledger era nota a Perth perché aveva fondato la Ledger Engineering Foundry, che aveva fornito gran parte della materia prima per la costruzione dell'oleodotto Perth-Kalgoorlie. Inoltre un fondo di beneficenza prendeva il nome dal bisnonno di Heath, Frank Ledger (1899-1993), un rinomato imprenditore e filantropo dell'Australia occidentale che aveva concesso fondi alle università della zona, pagando docenti in visita e borse di studio per studenti dotati. 
Suo parente di sesto grado attraverso la trisavola materna ebrea Lillian May Solomon era il celebre attore britannico Peter Sellers; i due avevano come parenti comuni gli ebrei sefarditi Daniel Mendoza e Esther Lopez. Mendoza fu il campione di pugilato inglese negli anni 1792-1795.
I suoi genitori divorziarono quando lui aveva solo dieci anni; l'attore sosterrà che questa esperienza contribuì a farlo maturare rapidamente.
Ledger frequentò la Mary's Mount Primary School a Gooseberry Hill, un sobborgo di Kalamunda e, in seguito, la Guildford Grammar School, dove dimostrò notevoli capacità sia nel campo sportivo (era nella squadra dei Kalamunda Field Hockey) sia in quello recitativo, cominciando a lavorare in un piccolo teatro del luogo per poi passare alla Globe Shakespeare Company. L'amore per la recitazione lo spinse a soli 16 anni ad abbandonare la scuola e a convincere il suo amico Trevor a trasferirsi a Sydney con lui con l'intenzione di intraprendere la carriera cinematografica. Nella più grande città australiana, dopo le difficoltà iniziali, cominciò ad avere piccoli ruoli in diverse serie televisive, finché ottenne una parte di rilievo nel serial Sweat e successivamente nel telefilm Roar, per la prima volta in una produzione statunitense.

### Gli inizi nel cinema
A vent'anni ottenne una parte da protagonista nel film hollywoodiano 10 cose che odio di te, una commedia romantica di stampo shakespeariano (liberamente ispirata a La bisbetica domata) accanto a Julia Stiles. Un'altra tappa importante fu un ruolo di rilievo nell'acclamata produzione australiana Two hands nello stesso anno.
La commedia interpretata gli portò una discreta fama, ma l'attore aspettò più di un anno per accettare un nuovo ruolo, nel tentativo di non fossilizzarsi su ruoli da "eterno adolescente belloccio". Arrivò nel 2000 un'importante svolta: partecipò alle audizioni di un film di Roland Emmerich, Il patriota, e riuscì ad avere la parte in mezzo a oltre 200 giovani candidati, mettendo in luce il suo talento che poi sarà riconosciuto dal grande pubblico e gli farà vincere quell'anno lo ShoWest Award come Male Star of Tomorrow. Nella pellicola interpretò Gabriel Martin, figlio di Benjamin Martin (Mel Gibson), che si arruola in guerra seguendo le orme del padre, arrivando a essere decisivo nelle battaglie della guerra d'indipendenza americana nella Carolina del Sud.
Nel 2001 diventò il protagonista della produzione ad alto budget Il destino di un cavaliere, girato in Repubblica Ceca, ambientato in un Medioevo anacronistico, caratterizzato anche dalla presenza di marchi moderni come Nike e di una colonna sonora rock, che gli offrì visibilità in tutto il mondo, nei panni di William Tatcher, scudiero inglese di umili origini ma con l'aspirazione di diventare un cavaliere.
Nello stesso anno, venne scartato per il ruolo di Christian nel musical Moulin Rouge!, ruolo poi andato a Ewan McGregor. Grazie a questo provino instaurò una forte amicizia con Jake Gyllenhaal, che aveva a sua volta partecipato all'audizione per lo stesso ruolo. Gli anni seguenti non si dimostrarono professionalmente facili: il suo nome rimase sconosciuto ai più e partecipò a film che si rivelarono spesso flop commerciali, rifiutando invece parti che si rivelarono molto redditizie per coloro che le avevano accettate al suo posto. Dopo aver interpretato un piccolo ruolo nel film Monster's Ball - L'ombra della vita, con Billy Bob Thornton e Halle Berry (che per quel film ha vinto l'Oscar) che convinse poi il regista taiwanese Ang Lee a scritturarlo per Brokeback Mountain, nel 2002 partecipò al kolossal epico-storico di Shekhar Kapur Le quattro piume, con Kate Hudson, nei panni del protagonista della storia che partecipa alla guerra mahdista e nel 2003 al film Ned Kelly, con Naomi Watts, nel ruolo dell'omonimo e famoso bandito australiano dell'Ottocento.

### Il successo

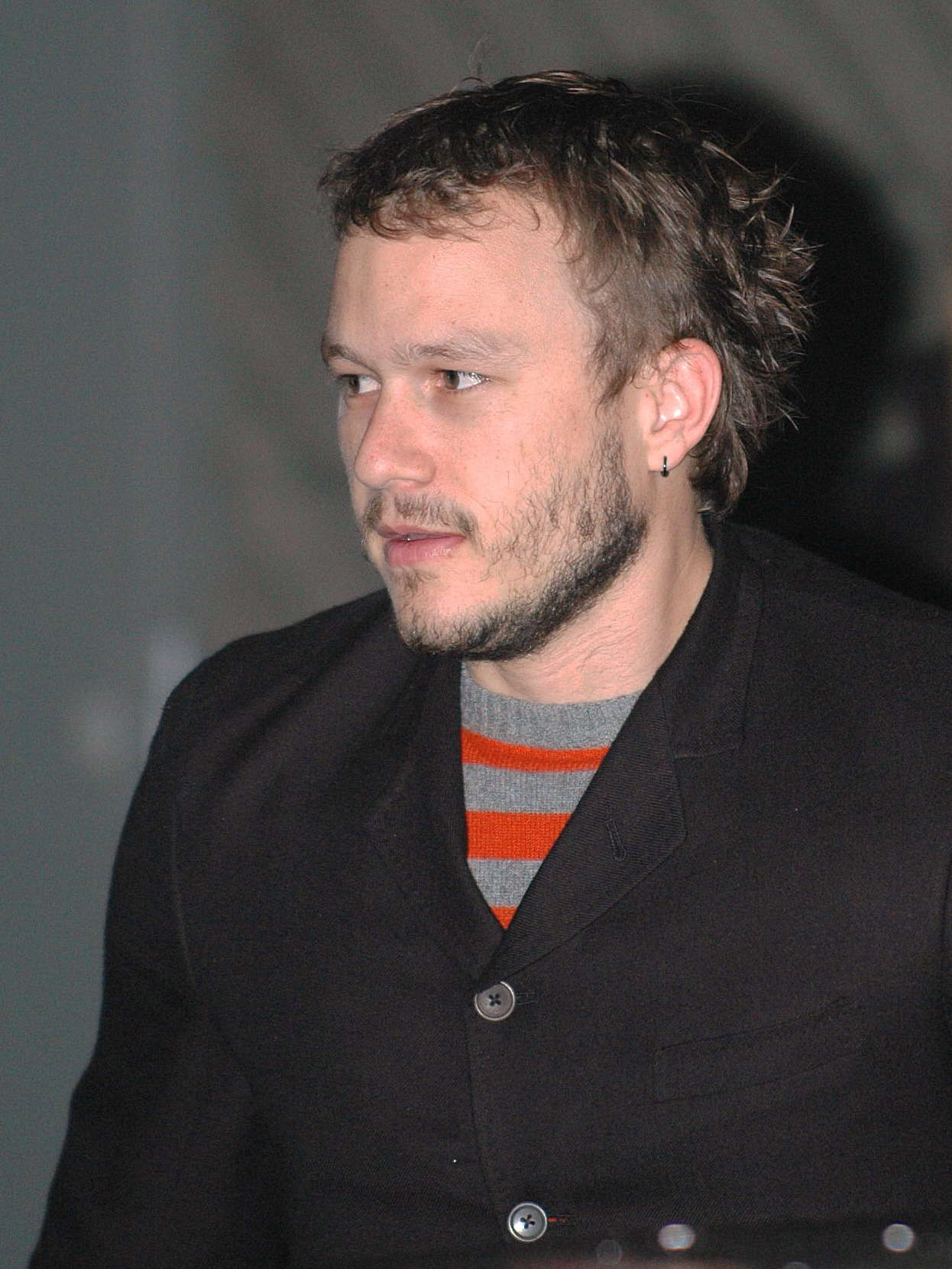
Heath Ledger al Festival di Berlino 2006.

Nel 2003 il regista Brian Helgeland, che lo aveva già diretto in Il destino di un cavaliere, volle Ledger sul set per un altro progetto: un film a tinte più drammatiche e dark, La setta dei dannati. Si rivelò una vera e propria rimpatriata professionale dato che vennero richiamati anche i precedenti co-protagonisti Shannyn Sossamon (che ne Il destino di un cavaliere era Lady Jocelyn) e Mark Addy. Da segnalare che La setta dei dannati fu girato quasi interamente a Roma con la partecipazione dell'attrice italiana Rosalinda Celentano; non sarà l'unica volta in cui Ledger si trovò a lavorare in Italia, dato che un paio di anni dopo girerà Casanova a Venezia.
Intanto, la grande occasione per farsi veramente conoscere sembrò arrivare con il kolossal Alexander di Oliver Stone, ma la parte venne infine assegnata a Colin Farrell.
Nel 2005 arrivò nelle sale con ben tre film, tutti presentati alla 62ª Mostra internazionale d'arte cinematografica di Venezia nel settembre di quell'anno (il che gli regala il record come attore più proiettato di quell'edizione): I fratelli Grimm e l'incantevole strega di Terry Gilliam, accanto a Matt Damon e Monica Bellucci, Casanova di Lasse Hallström e I segreti di Brokeback Mountain di Ang Lee (film che vinse proprio il Leone d'oro), nel quale ha lavorato accanto all'altra giovane stella in ascesa, il suo amico Jake Gyllenhaal e alla futura compagna Michelle Williams, conosciuta proprio sul set. In Brokeback Mountain Ledger è Ennis del Mar, un giovane costretto fin dall'adolescenza a passare da un lavoro all'altro, a causa della morte dei genitori. Il ragazzo ha un animo piuttosto chiuso e semplice; mentre è impiegato come pastore di gregge, s'innamora del collega Jack Twist, dando vita a un tormentato amore.
L'ultima pellicola è quella che gli ha portato maggior fortuna sia nel privato sia nella vita professionale. La sua interpretazione di un «cowboy omofobo innamorato di un altro uomo» sorprende pubblico e critica; gli regalerà il premio della critica di New York e anche di San Francisco che lo eleggono "attore dell'anno", oltre a moltissime nomination come miglior attore drammatico in tutto il mondo. Viene infatti candidato al Golden Globe, al BAFTA e infine al premio Oscar. Con quest'ultima nomination, ricevuta all'età di 26 anni, è tuttora uno dei dieci attori più giovani della storia a essere stato candidato all'Oscar al miglior attore protagonista.
Sempre nel 2005, prende parte al film Lords of Dogtown che lo vede nel ruolo di Skip, un originale negoziante dedito ad alcool e sigarette, abile surfista e skater e "nume tutelare" del giovane cast (tra cui appare anche Emile Hirsch). Ledger dichiara di essersi davvero divertito su questo set: si dà il caso infatti che anche nella realtà l'attore sia stato un vero appassionato di skateboard e surf, a cui si dedicava abitualmente da tantissimo tempo.
Il suo nome a questo punto è ormai legato a film che il vasto pubblico internazionale conosce; tuttavia Ledger continua a cercare ruoli in pellicole più disparate: recita nella piccola produzione australiana Paradiso + Inferno, in concorso al Festival di Berlino 2006, interpretando un ragazzo tossicodipendente che vive una tormentata storia di amore e sofferenza.

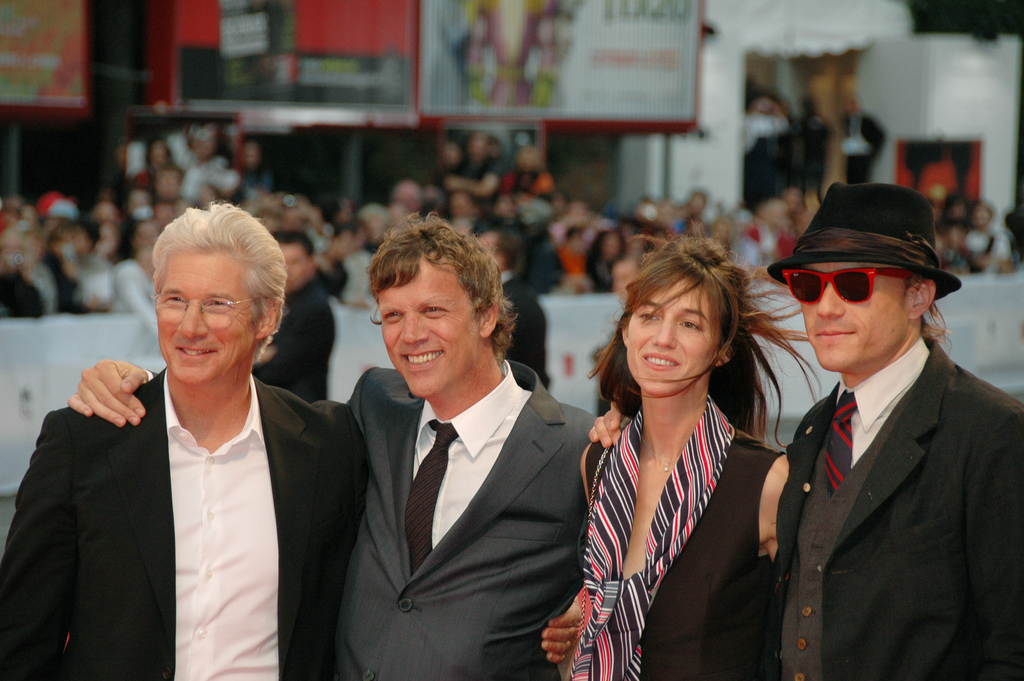
Heath Ledger in posa con Richard Gere, Todd Haynes, Charlotte Gainsbourg alla 64ª Mostra internazionale d'arte cinematografica di Venezia (2007)

Nel 2007, dopo una lunga pausa dal lavoro dovuta al desiderio di prendersi cura della figlia Matilda (nata nell'ottobre 2005), partecipa a Io non sono qui, film biografico su Bob Dylan, in cui dividerà la parte del musicista con altri famosi attori (tra cui Richard Gere, Christian Bale e Cate Blanchett); accanto a lui nella pellicola c'è di nuovo la compagna Michelle Williams. Il film viene presentato alla 64ª Mostra di Arte Cinematografica di Venezia, ottenendo il Premio ex aequo della giuria e la Coppa Volpi per la miglior interpretazione femminile a Cate Blanchett, ritirata dallo stesso Ledger per conto della collega di set. Proprio in questo contesto, durante tutto il festival, Ledger fa le sue prime apparizioni pubbliche senza Michelle Williams, rimasta a New York (pur essendo anche lei nella pellicola), confermando implicitamente le voci a proposito della loro separazione.

### Gli ultimi film postumi
Durante il 2006 diventa anche ufficiale il suo inserimento ne Il cavaliere oscuro (sequel di Batman Begins) al fianco di Christian Bale, dove interpreta il villain Joker, personaggio già impersonato sul grande schermo nel 1989 da Jack Nicholson in Batman di Tim Burton. Raccogliere l'eredità è stato difficile, ma il regista Christopher Nolan aveva dichiarato di avere avuto piena fiducia nel giovane Ledger, attore "talentuoso e pronto alle sfide", e di averlo scelto proprio perché questo sarebbe stato il suo primo ruolo da antagonista.
Per il produttore Charles Roven l'obiettivo era descrivere nel film non le origini, bensì l'ascesa di Joker come risposta a Batman, un legame tra i due che Ledger definisce come "una relazione in cui l'uno non può vivere senza l'altro". Per la produttrice Emma Thomas, Ledger lo ha interpretato non in maniera leziosa, ma sardonica e asciutta. L'attore trascorse sei settimane di preparazione isolato in una stanza d'albergo, tenendo un diario in cui annotava il suo lavoro. L'attore aveva già avuto occasione di vedere Batman Begins, e già conosceva il mondo in cui Joker avrebbe agito; egli poteva quindi concentrarsi nella ricerca di una voce iconica e su una camminata e una postura (leggermente ingobbita) adatte alla natura aggressiva del personaggio. Ledger trasse ispirazione da fumetti come The Killing Joke e Arkham Asylum, e basandosi su personaggi come quelli di Arancia meccanica e Sid Vicious. Nelle sue parole, il risultato è "uno psicopatico senza coscienza delle sue azioni, un sociopatico assoluto, un assassino di massa a sangue freddo", con "zero empatia". Ledger ha definito il ruolo il più divertente della carriera, grazie anche alla libertà creativa offertagli da Nolan.
Questa versione di Joker appare molto differente da quella trasposta da Jack Nicholson in Batman di Tim Burton (1989), e lo stesso Nicholson la criticò definendola senza spirito, attaccando inoltre la produzione per non aver nemmeno voluto ascoltare un suo parere al riguardo.
Alla fine del 2007 Heath Ledger conclude le riprese de Il cavaliere oscuro: cominciano a uscire sempre più foto del suo Joker sui siti e sulle riviste specializzate, immagini che vengono accolte molto positivamente dai fan dell'uomo pipistrello e della sua nemesi. Viene attivata dalla Warner Bros. su Internet una campagna di viral-marketing per pubblicizzare il film, tutta incentrata sul suo personaggio già "cult". Ai primi di gennaio 2008, la rivista statunitense di cinema Empire gli dedicò la copertina. Ledger morì il 22 gennaio 2008, a riprese terminate, e Nolan dichiarò di non aver modificato alcuna scena dell'attore né di aver aggiunto effetti speciali.
Per la sua interpretazione del Joker Heath riceverà (secondo attore australiano a cui accadde tale avvenimento poco invidiabile dopo Peter Finch) tantissimi riconoscimenti postumi, tra cui l'Oscar e il Golden Globe per il miglior attore non protagonista.
Prima di morire, Heath Ledger era impegnato a Londra per le riprese del film fantasy di Terry Gilliam Parnassus - L'uomo che voleva ingannare il diavolo. In esso Heath aveva il ruolo del protagonista: un giovane di nome Tony, un truffatore che entra a far parte della compagnia teatrale del Dottor Parnassus. Prima del 22 gennaio 2008, secondo le dichiarazioni del regista stesso, erano già stati girati tutti gli esterni del film; dopo la morte di Heath la produzione ha subìto una fase di arresto, per decidere se sospendere definitivamente il progetto o portarlo avanti in qualche modo. Ma Terry Gilliam non ha avuto dubbi fin dall'inizio, dichiarando di voler finire a tutti i costi il film del suo pupillo (ricordiamo che Gilliam e Ledger avevano già lavorato precedentemente assieme ne I fratelli Grimm e l'incantevole strega), proprio per dedicarlo a Ledger e non sprecare il lavoro che il giovane aveva già svolto in esso.
La prima proposta a farsi strada fu quella di ricostruirlo in CGI, eventualità all'epoca troppo complessa. Alla fine si scelse un'altra opzione; nelle scene mancanti il ruolo di Tony venne interpretato da tre attori diversi, che in qualche modo resero così un corale tributo al giovane collega: si trattava di Johnny Depp, Jude Law e Colin Farrell. Questo richiese qualche modifica di sceneggiatura, sfruttando la presenza di uno specchio magico nella trama originaria; il mutamento di sembianze del protagonista nella nuova versione riscritta risulta plausibile proprio grazie a questo.
A quasi un anno dalla sua morte, l'attore Aaron Eckhart, in un'intervista concessa a MTV, dichiarò che la morte di Heath Ledger potrebbe aver condizionato il sequel de Il cavaliere oscuro. Durante le fasi di pre-produzione, infatti, si diceva che Christopher Nolan avesse avuto in programma di riproporre il personaggio di Joker, in un cameo o in un ruolo comprimario. In seguito, lo stesso regista negò il ritorno del personaggio di Joker nel sequel Il cavaliere oscuro - Il ritorno, poiché "non si sentirebbe a suo agio".

### Morte
Martedì 22 gennaio 2008, Heath Ledger morì improvvisamente a New York, all'età di 28 anni, indicativamente tra le 13 e le 14.45 UTC-5. Il suo corpo senza vita venne trovato intorno alle ore 15.26 dalla domestica, Teresa Solomon, e da una massaggiatrice, Diane Lee Wolozin, con la quale l'attore aveva un appuntamento nel suo loft al 421 di Broome Street, nel quartiere SoHo, a Manhattan. Wolozin telefonò tre volte in nove minuti a Mary-Kate Olsen, grande amica dell'attore, anziché chiamare subito i soccorsi al 911. I paramedici accorsi alle 15.33 cercarono di rianimarlo col defibrillatore e alle ore 15.36 (21.36 UTC+1) l'attore venne dichiarato morto. Wolozin dichiarò: «Telefonai a Mary-Kate perché in quel periodo si frequentavano molto e non sapevo che altro fare, ero nel panico e mi sembrò naturale. Lei mi disse che avrebbe mandato una guardia di sicurezza e che io avrei dovuto chiamare l’ambulanza. E così feci». In seguito, un investigatore affermò: «[...] la signora Wolozin non possiede una regolare licenza per praticare massaggi nello Stato di New York – in caso contrario avrebbe saputo come praticare le manovre di rianimazione». La massaggiatrice non venne comunque indagata dalla polizia.
Pochi giorni prima, il 19 gennaio le riprese del film Parnassus a Londra si erano interrotte per una pausa e Heath, già esausto dall'insonnia (nella settimana precedente aveva dormito, come da lui dichiarato, circa due ore a notte) e con un principio di polmonite, aveva declinato l'invito del suo vocal coach Gerry Grennell (che all'epoca viveva e lavorava con lui) ad andare insieme in Irlanda e aveva scelto invece di tornare a New York, dove viveva da qualche anno. La sera del 20 gennaio era stato visto al Beatrice Inn (chiuso nel 2020), un locale esclusivo di Manhattan dove passò la serata in tranquillità e anonimato.
Nelle ore seguenti all'improvvisa morte dell'attore, la notizia fece il giro del mondo, il marciapiedi davanti all'edificio sulla Broome Street si affollò di giornalisti e poliziotti, venne riempito di fiori, biglietti e omaggi all'attore; nel frattempo si avviarono le indagini per capire cosa avesse causato la morte, nonostante la polizia e la stampa ipotizzassero un'overdose, non vennero trovate droghe nell'appartamento ma solo medicinali regolarmente prescritti. Venne quindi effettuata un'autopsia per capire le cause della morte, che però non riuscì a dare risposte certe, rendendo necessario attendere i risultati di analisi più approfondite.
Il 23 gennaio, l'allora primo ministro australiano, Kevin Rudd, diramò un comunicato del suo governo: «È tragico che l'Australia abbia perso uno dei suoi migliori attori in così giovane età. I ruoli interpretati da Ledger, così diversi e impegnativi, saranno ricordati tra le migliori performance del cinema australiano».
Il 27 gennaio, l'attore Daniel Day-Lewis vinse lo Screen Actors Guild Award allo Shrine Auditorium di Los Angeles come migliore attore per il film Il petroliere e nel ritirarlo dedicò il premio a Ledger appena scomparso.
Il 31 gennaio gli show televisivi Entertainment Tonight e The Insider annunciarono la messa in onda di un video di due anni prima, in cui Ledger partecipava a un droga party al Chateau Marmont, lo stesso albergo nel quale morì l'attore John Belushi nel 1982. In seguito a una campagna dell'agenzia di Ledger, la ID-PR, rivolta all'intera Hollywood, le emittenti televisive decisero di non mandare in onda il video "per rispetto alla famiglia di Heath Ledger". Nel video non si vede Ledger fare uso di droghe, ma si sente la sua voce ammettere di aver fumato marijuana in passato, mentre persone davanti a lui fanno evidente uso di cocaina. Il direttore della fotografia Nicola Pecorini, che aveva lavorato con l'attore in Parnassus disse che Ledger «fumava marijuana regolarmente, come il 50% degli americani», ma dopo che era diventato un problema per la sua immagine «diventò pulito come un fischio», così come secondo Grennell «durante le riprese de Il cavaliere oscuro aveva smesso di bere alcol, anche se lo offriva volentieri agli altri, bevendo soda o succhi di frutta».
Il regista Terry Gilliam ha raccontato gli ultimi giorni di Ledger sul set: «Eravamo tutti entusiasti, ci eravamo salutati ridendo. Poi, il giorno dopo, al computer, mentre stavo guardando le notizie sul web, ho letto che era morto. Pensavo a uno scherzo, a una trovata della pubblicità di cui io non fossi al corrente. Poi ho capito che era vero. È come se avessero spento un interruttore: Heath c’è, Heath non c’è più. Eravamo tutti, sul set, come bambini che vedono il mago al lavoro. Quando ho letto la notizia, il mio mondo è crollato. Hanno scritto di tutto, su Heath, aggiungendo fango al dolore. Voglio dirlo una volta per tutte: smentisco che fosse depresso, che avesse tendenze suicide. È una di quelle cose totalmente inspiegabili. Sono ancora sbigottito. Ma Heath non era depresso, non covava la morte. Per quel che mi riguarda, ho pensato di smettere. Di buttare via tutto, il progetto, il film per due terzi girato. Poi ho reagito.» 
Il collega e padrino della figlia, Jake Gyllenhaal venne a sapere della morte di Ledger mentre era impegnato nelle riprese del film Brothers: l'attore abbandonò improvvisamente il set, assentandosi per due giorni con ulteriore congedo per elaborare il lutto.
Il 6 febbraio 2008 vennero finalmente resi pubblici i risultati dell'autopsia del medico legale e la polizia newyorkese diffuse la seguente dichiarazione:
Venne così confermato che la morte era avvenuta per un sovradosaggio di farmaci oppiacei, antistaminici, sonniferi, ansiolitici e analgesici, prescritti dal suo medico.

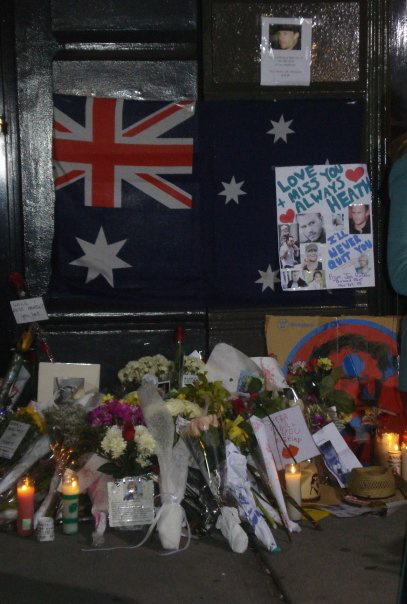
Ricordo di Heath Ledger sulla Broome Street di Manhattan

Dopo due veglie funebri negli Stati Uniti aperte solo agli amici più stretti e ai colleghi di Heath per l'ultimo saluto, una a New York e una a Los Angeles, il corpo venne riportato in Australia, il suo paese natale. Il 9 febbraio 2008 si svolsero in due tempi i funerali dell'attore. Nella sua città, Perth, nell'auditorium del Penrhos College, ebbe luogo una cerimonia di commemorazione alla quale parteciparono circa 600 persone tra amici e parenti. Dopo questa cerimonia si svolse invece il funerale vero e proprio, in forma privata nella cappella del cimitero di Fremantle, comune confinante con Perth, alla presenza di 10 persone tra familiari e amici; tra questi anche l'attrice e madre della figlia Michelle Williams, che rende omaggio all'attore recitando il sonetto di Shakespeare Shall I compare thee to a summer's day. Alla fine della cerimonia il corpo dell'attore venne cremato e le ceneri sparse sul luogo di sepoltura dei suoi nonni nel cimitero di Karrakatta, Colin Francis Ledger e Esma Kathleen Ledger.
Nel giugno 2008 Susie Doson, presidente di Australians in Film, associazione di cui Ledger era ambasciatore, annunciò l'istituzione di una borsa di studio a lui intitolata, destinata ai giovani talenti australiani che volevano dedicarsi al mondo del cinema.
Nel luglio 2008, il governo dello Stato federato dell'Australia Occidentale annunciò che il complesso in costruzione poi noto come State Theatre Centre of Western Australia a Perth sarebbe stato dedicato a Heath Ledger, salvo poi decidere nel dicembre 2008 di intitolargli solo l'auditorium principale.
Il 6 agosto 2008 vennero archiviate le indagini a carico di Mary-Kate Olsen richieste dall'agenzia federale Drug Enforcement Administration, a causa del ruolo poco chiaro dell'attrice nella morte di Ledger e per il suo rifiuto a collaborare con le autorità in cambio dell'immunità.
Nel 2017, il patologo forense Jason Payne-James affermò che Ledger sarebbe potuto sopravvivere se l'idrocodone e l'ossicodone fossero stati esclusi dalla combinazione di farmaci che l'attore aveva assunto poco prima di morire. Affermò anche che la miscela di farmaci, combinata con una possibile infezione toracica, aveva causato l'arresto respiratorio di Ledger. 

### Carriera da regista
Negli ultimi mesi della sua vita, Heath si era scoperto regista dopo l'incontro con un collettivo di giovani artisti di Los Angeles chiamati The Masses. Ledger, infatti, stava studiando per passare dietro la macchina da presa per adattare un romanzo di Walter Tevis dal titolo La regina degli scacchi.
In 18 mesi Heath riuscì a girare cinque video musicali, di cui la maggior parte è rimasta tuttora inedita. I video sono per lo più dedicati a Ben Harper, al gruppo australiano N'fa e a Grace Woodroofe. Un'altra opera di Ledger è invece dedicata al cantautore inglese Nick Drake e alla sua Black Eyed Dog: si tratta di un video misterioso, girato in bianco e nero, considerato dai colleghi il suo capolavoro. Esiste infine un video incompiuto, che Ledger stava realizzando e che è stato concluso dall'intervento dei suoi amici. Il 4 agosto 2009 è uscito in web il video diretto da Heath, di satira al settore della caccia alle balene, basato sulla musica della canzone King Rat del gruppo rock alternativo Modest Mouse. Il video, dalla durata di sei minuti, mostra una nave sulla quale sono le balene a dar la caccia agli esseri umani.

## Vita privata
Ledger ha avuto relazioni con Lisa Zane, Heather Graham e Naomi Watts; il rapporto di due anni con quest'ultima, conosciuta durante le riprese di Ned Kelly, sembrava molto serio e già si parlava di matrimonio, ma nel 2004 i due annunciarono di essersi lasciati.
Durante le riprese de I segreti di Brokeback Mountain nel giugno 2004, Heath Ledger conosce Michelle Williams, attrice che nel film interpreta la moglie del suo personaggio. Williams e Ledger hanno avuto una figlia, Matilda Rose, nata il 28 ottobre 2005, il cui padrino di battesimo è stato Jake Gyllenhaal, amico di Ledger e suo partner in Brokeback Mountain, mentre la madrina è stata l'attrice Busy Philipps; tuttavia, nel 2007 la coppia si è lasciata e, secondo le fonti, l'ex compagna Wiliams lo avrebbe cacciato fuori dalla loro casa di Brooklyn.
Dopo la rottura con l'attrice, aveva iniziato una relazione con la supermodella Gemma Ward, che durerà fino alla sua morte prematura.
Ledger aveva preso a cuore la storia di Brokeback Mountain, difendendo la trama del film in molte circostanze. Dopo aver appreso che due cinema in Utah si erano rifiutati di proiettare Brokeback Mountain, Ledger disse: «Non credo che il film sia [controverso], ma penso che forse i mormoni in Utah lo siano. Penso che sia esilarante e molto immatura come società». Il 15 febbraio 2006, al Festival internazionale del cinema di Berlino, alla domanda di un giornalista su come rispondere a chi riteneva che il film fosse "disgustoso", rispose così: «Penso che sia incredibilmente vergognoso che le persone si diano tanto da fare per esprimere il loro disgusto o le loro opinioni negative sul modo in cui due persone scelgono di amarsi. Perlomeno esprimete le vostre opinioni su come due persone mostrano odio, violenza e rabbia l'una verso l'altra. Non è più importante? Io penso di sì.». Si sottrasse anche a una scenetta comica prevista per gli Oscar del 2007, poiché non voleva che il film fosse deriso con doppi sensi sui due protagonisti. Jake Gyllenhaal ha infatti raccontato successivamente alla rivista Another Man: «Ricordo che volevano fare un’apertura per gli Academy Awards quell’anno che era una specie di scherzo al riguardo. E Heath ha rifiutato. All’epoca ero un po’ “Oh, okay … vabbe'”. Sono sempre tipo: “è tutto molto divertente”. E Heath ha detto: “Non è uno scherzo per me, non voglio fare battute al riguardo”».
Heath Ledger è stato anche coinvolto nella protezione della vita marina. Era un membro dell'Advisory Board della Sea Shepherd Conservation Society ed era molto interessato a interpretare il ruolo di Paul Watson in un film sulla vita e il lavoro del capitano. Nel primo mese dopo l'uscita del video musicale King Rat tutti i proventi della vendita di iTunes sono andati a Sea Shepherd. Nel 2009 Ledger ha vinto l'Award PETA postumo per il suo contributo contro la caccia alle balene.

## Nella cultura di massa
Il gruppo rock australiano Eskimo Joe ha pubblicato nel 2009 la canzone Foreign Land, in tributo a Ledger, singolo di apertura dell'album Inshalla; il gruppo si trovava infatti a New York al momento della sua morte. Nel 2011 il gruppo Bon Iver, fondato dall'amico Justin Vernon, gli ha dedicato il brano Perth, la sua città natale, nell'album Bon Iver, Bon Iver. Nel 2009 e nel 2017 sono usciti due documentari sulla vita e la figura di Heath Ledger: Heath Ledger: A Tribute e I Am Heath Ledger, quest'ultimi con la partecipazione della famiglia e dei suoi amici.
La morte di Heath Ledger è stata oggetto di un episodio del 23 novembre 2009 nel programma radiofonico Dee Giallo condotto dal giallista Carlo Lucarelli.
Il co-protagonista del film del 2018 La mia vita con John F. Donovan di Xavier Dolan presenta numerose similitudini con la carriera, la vita e la scomparsa di Ledger. Il film del 2022 Blood del regista Bradley Rust Gray invece è ispirato alla storia d'amore tra Heath Ledger e Michelle Williams.

## Filmografia

### Attore

#### Cinema
- Clowning Around, regia di George Whaly (1992) - non accreditato
- Blackrock, regia di Steven Vidler (1997)
- Un computer a 4 zampe (Paws), regia di Karl Zwicky (1997)
- 10 cose che odio di te (10 Things I Hate About You), regia di Gil Junger (1999)
- Two Hands, regia di Gregor Jordan (1999)
- Il patriota (The Patriot), regia di Roland Emmerich (2000)
- Il destino di un cavaliere (A Knight's Tale), regia di Brian Helgeland (2001)
- Monster's Ball - L'ombra della vita (Monster's Ball), regia di Marc Forster (2001)
- Le quattro piume (The Four Feathers), regia di Shekhar Kapur (2002)
- Ned Kelly, regia di Gregor Jordan (2003)
- La setta dei dannati (The Order), regia di Brian Helgeland (2003)
- Lords of Dogtown, regia di Catherine Hardwicke (2005)
- I fratelli Grimm e l'incantevole strega (The Brothers Grimm), regia di Terry Gilliam (2005)
- I segreti di Brokeback Mountain (Brokeback Mountain), regia di Ang Lee (2005)
- Casanova, regia di Lasse Hallström (2005)
- Paradiso + Inferno (Candy), regia di Neil Armfield (2006)
- Io non sono qui (I'm Not There), regia di Todd Haynes (2007)
- Il cavaliere oscuro (The Dark Knight), regia di Christopher Nolan (2008) - postumo
- Parnassus - L'uomo che voleva ingannare il diavolo (The Imaginarium of Doctor Parnassus), regia di Terry Gilliam (2009) - postumo

#### Televisione
- Ship to Shore – serie TV, episodi 1x12-1x13-2x01 (1993-1994)
- Sweat – serie TV, 26 episodi (1996)
- Home and Away – serial TV, 10 episodi (1997)
- Roar – serie TV, 13 episodi (1997)

#### Documentari
- Heath Ledger: A Tribute, regia di Chip Taylor (2009)
- I Am Heath Ledger, regia di Adrian Buitenhuis e Derik Murray (2017)

### Regista
- Cause an Effect – video musicale della canzone di N'fa (2006)
- Seduction is Evil (She's Hot) – video musicale della canzone di N'fa (2006)
- Morning Yearning – video musicale della canzone di Ben Harper (2006)
- Black Eyed Dog – video musicale della canzone di Nick Drake (2007)
- King Rat – video musicale della canzone dei Modest Mouse (2009)

## Riconoscimenti
- Premio Oscar
  - 2006 – Candidatura al miglior attore protagonista per I segreti di Brokeback Mountain
  - 2009 – Miglior attore non protagonista per Il cavaliere oscuro (postumo)
- Golden Globe
  - 2006 – Candidatura come "Miglior attore in un film drammatico" per I segreti di Brokeback Mountain
  - 2009 – "Miglior attore non protagonista" per Il cavaliere oscuro (postumo)
- British Academy of Film and Television Arts
  - 2006 – Candidatura come "Miglior attore protagonista" per I segreti di Brokeback Mountain
  - 2009 – "Miglior attore non protagonista" per Il cavaliere oscuro (postumo)
- Screen Actors Guild Award
  - 2006 – Candidatura come "Miglior attore cinematografico" per I segreti di Brokeback Mountain
  - 2006 – Candidatura come "Miglior cast cinematografico" per I segreti di Brokeback Mountain
  - 2009 – "Miglior attore non protagonista cinematografico" per Il cavaliere oscuro (postumo)
- MTV Movie Award
  - 2000 – Candidatura come "Miglior sequenza musicale" (Can't Take My Eyes Off You) per 10 cose che odio di te
  - 2002 – Candidatura come "Miglior bacio" (condiviso con Shannyn Sossamon) per Il destino di un cavaliere
  - 2002 – Candidatura come "Miglior sequenza musicale" (condiviso con Shannyn Sossamon) per Il destino di un cavaliere
  - 2006 – "Miglior bacio" (condiviso con Jake Gyllenhaal) per I segreti di Brokeback Mountain
  - 2009 – Candidatura come "Miglior combattimento" (condiviso con Christian Bale) per Il cavaliere oscuro
  - 2009 – "Miglior cattivo" per Il cavaliere oscuro (postumo)
- Satellite Award
  - 2005 – Candidatura come "Miglior attore in un film drammatico" per I segreti di Brokeback Mountain
  - 2008 – Candidatura come "Miglior attore non protagonista per Il cavaliere oscuro
- Altri riconoscimenti
  - Australian Film Institute Award come "Miglior attore protagonista" per I segreti di Brokeback Mountain, 2005
  - Australian Film Institute Award come "Miglior attore non protagonista" per Il cavaliere oscuro, 2009 (postumo)
  - Broadcast Film Critics Association come "Miglior attore non protagonista" per Il cavaliere oscuro, 2009 (postumo)
  - Los Angeles Film Critics Association come "Miglior attore non protagonista" per Il cavaliere oscuro, 2009 (postumo)
  - Utah Film Critics Award come "Miglior attore non protagonista" per Il cavaliere oscuro, 2009 (postumo)
  - Toronto Film Critics Association Award come "Miglior attore non protagonista" per Il cavaliere oscuro, 2009 (postumo)
  - Southeastern Film Critics Association Awards come "Miglior attore non protagonista" per Il cavaliere oscuro, 2009 (postumo)
  - Phoenix Film Critics come "Miglior attore non protagonista" per Il cavaliere oscuro, 2009 (postumo)
  - Austin Film Critics Association Award come "Miglior attore non protagonista" per Il cavaliere oscuro, 2009 (postumo)
  - Chicago Film Critics come "Miglior attore non protagonista" per Il cavaliere oscuro, 2009 (postumo)
  - Washington D.C. Area Film Critics Association come "Miglior attore non protagonista" per Il cavaliere oscuro, 2009 (postumo)
  - St. Louis Film Critics Association come "Miglior attore non protagonista" per Il cavaliere oscuro, 2009 (postumo)
  - Boston Society of Film Critics come "Miglior attore non protagonista" per Il cavaliere oscuro, 2009 (postumo)
  - Favorite on Screen Match Up ("Scontro preferito sullo schermo", insieme a Christian Bale)
  - Scream Award come "Miglior antagonista" per Il cavaliere oscuro, 2009 (postumo)

## Doppiatori italiani
Nelle versioni in italiano delle opere in cui ha recitato, Heath Ledger è stato doppiato da:
- Adriano Giannini in Paradiso + Inferno, Io non sono qui, Il cavaliere oscuro
- Massimo De Ambrosis in Roar, Lords of Dogtown
- Riccardo Rossi in 10 cose che odio di te, Casanova
- Vittorio De Angelis in Il patriota, Il destino di un cavaliere
- Fabrizio Manfredi in Un computer a 4 zampe
- Francesco Pezzulli in Two Hands
- Fabio Boccanera in Monster's Ball - L'ombra della vita
- Francesco Bulckaen in Le quattro piume
- Gianluca Iacono in Ned Kelly
- Francesco Prando in La setta dei dannati
- Alessandro Quarta in I fratelli Grimm e l'incantevole strega
- Alessio Cigliano in I segreti di Brokeback Mountain
- Marco Foschi in Parnassus - L'uomo che voleva ingannare il diavolo